# Jardín botánico de Santa Fe
El Jardín botánico de Santa Fe en inglés: Santa Fe Botanical Garden también conocido como Santa Fe Botanical Garden at Museum Hill es un jardín botánico en ejecución, de 12 acres de extensión, que se encuentra en Santa Fe, Nuevo México.

## Localización
Santa Fe Botanical Garden, 725 Camino Lejo, Suite E, Santa Fe Santa Fe county, NM 87505 Nuevo México United States of America-Estados Unidos de América
Planos y vistas satelitales.35°35′33″N 106°6′32″O / 35.59250, -106.10889
Este jardín botánico tiene una reserva de naturaleza satelital la Leonora Curtin Wetland Preserve.
Está abierto diariamente.

## Historia
El "Santa Fe Botanical Garden at Museum Hill", fue diseñado por el arquitecto paisajista W. Gary Smith, con la intenciónde integrar lo natural y lo artificial, una zona de gran belleza natural e interés medioambiental transformado por un excelente diseño de jardines, la práctica de la horticultura y de la arquitectura.
A lo largo de los jardines de plantas nativas se mezclarán con las no nativas apropiadas, todas ellas seleccionadas para demostrar la variedad y la riqueza que se puede lograr incluso en esta región de escasez de agua.
Durante más de 20 años y con el apoyo decisivo de sus 300 voluntarios activos el "Santa Fe Botanical Garden" (SFBG) ha sido parte de la comunidad proporcionando lugares de reflexión, asombro y educación para jóvenes y viejos por igual. Cada uno de los dos centros satelitales existentes del SFBG - el "Leonora Curtin Wetland Preserve" y el "Ortiz Mountains Educational Preserve" - nos cuentan la historia de los aspectos únicos del norte de Nuevo México la geología, la botánica y la historia cultural. La creación del "Santa Fe Botanical Garden at Museum Hill " marca el comienzo de una nueva era de oportunidades educativas y servicios comunitarios que ofrece el Jardín Botánico.

## Colecciones
En este jardín botánico hay diversas zonas diferenciadas:
- The Orchard gardens(Jardines del huerto), huerto donde se cultivan verduras y árboles frutales. El huerto estará rodeado de un muro de contención resistente en tres lados, ya que está ubicado en una ladera y rodeado a su vez de varios jardines temáticos, tal como, Wellcome, South and North Ramadas (Veladores de Bienvenida, Sur y Norte), con pérgolas donde se exhiben plantas trepadoras y enredaderas; Shrub, rose and lavenders walk (Paseo de arbustos, rosas y lavandas); Dry garden (Jardín seco), un xeriscape con plantas ahorradoras de agua;Meadow garden and sculptures (Jardín de la pradera y las esculturas); Perennial border (Bordura de plantas perennes)
- The Courtyard Gardens (Jardines de los patios) se compone de una serie de cinco patios encaramado en el borde del "Arroyo de los Pinos". Cada patio tendrá su propio carácter que refleja un aspecto de la historia cultural de Santa Fe. Está previsto que comience su construcción en el 2014.
- The Naturalistic Gardens (Jardines naturales), se accede a través de un puente peatonal, se encuentra al otro lado de un arroyo. Con formas libres y contemporáneos de espíritu, en estos jardines está previsto se integren el arte y la arquitectura del paisaje como un aula al aire libre. Está previsto que comience su construcción en el 2014.
- The Arroyo Trails, zona que abarca 8 acres que abarca ocho hectáreas, es el área más grande del Jardín Botánico de Santa Fe en el Museo Hill. Nos demuestra la eficacia de las últimas técnicas de restauración de los senderos del Arroyo y nos ofrece un lugar para disfrutar de la belleza natural del lugar y la experiencia de la creciente diversidad de flora y fauna como el arroyo se va recuperando con el tiempo. Rutas de senderismo a lo largo del arroyo están abiertas al público entre "Old Pecos Trail" y el Jardín Botánico.
- The Museum Hill Bicycle Trail ya está abierto. Se puede disfrutar de un paseo por un entorno natural a lo largo del "Arroyo de Los Pinos".
- Terence S. Tarr Botanical and Horticultural Library está lleno de tesoros literarios. Casi 2.000 libros sobre plantas, botánica, historia botánica, flora regional y jardinería están disponibles para su uso, la lectura y la inspiración creativa. Los estantes están llenos de referencias ilustradas sobre variedades de plantas específicas, el diseño del paisaje y la conservación. Los visitantes y los navegadores son bienvenidos, pero sacar libros está restringido a los miembros SFBG.[3]